# Estefania d'Urgell i Cabrera
|  | Aquest article tracta sobre la filla d'Ermengol VI d'Urgell. Vegeu-ne altres significats a «Estefania d'Urgell». |

Estefania d'Urgell i de Cabrera (? - posterior al 1144) fou una noble i infanta urgellenca que esdevingué comtessa consort del Pallars Jussà mentre estigué casada amb Arnau Mir de Pallars Jussà.
Filla del comte d'Urgell; Ermengol VI d'Urgell i Arsenda de Cabrera filla de Guerau III de Cabrera, vescomte d'Àger, i de Berenguera de Queralt. Fou germana del comte Ermengol VII d'Urgell i de Sibil·la d'Urgell, casada amb Ramon Folc I de Cardona, vescomte de Cardona.
Durant els anys del seu regnat reviscolaren les pugnes entre el comtat de Pallars Jussà i els comtats veïns de Pallars Sobirà i d'Urgell, cosa que comportà en més d'una vegada la intervenció reial, fins al punt que Arnau Mir es declarà feudatari de Ramon Berenguer IV, buscant, sense dubte, la fi de tanta conflictivitat. Segurament aquesta fou també la raó del matrimoni entre el comte de Pallars Jussà, Arnau Mir, i la infanta d'Urgell, Estefania.

## Núpcies i descendents
Es casà primer amb Arnau Mir de Pallars Jussà que fou comte de Pallars Jussà (1124-1174), però anys després la va repudiar.
Es va casar en segons núpcies amb el general Bernardo Roco, alférez real de Ferran II i Alfons IX de Lleó, a Astúries. Es desconeix si en tingueren fills.